# Tormos (Alicante)
Tormos es un municipio de la Comunidad Valenciana, España. Está situado en el noreste de la provincia de Alicante, en la comarca de la Marina Alta, al pie del monte Recingles (Sierra del Mediodía) y cercano al río Girona. Cuenta con una población de 328 habitantes (INE 2024).

## Geografía

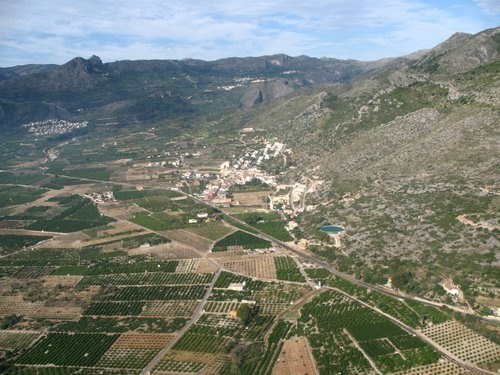
Vista aérea parcial del término municipal de Tormos

Tormos está en la carretera que comunica la Marina Alta con la Marina Baja por el interior, lo que hace fácil el acceso a la localidad. Desde la Autovía A-7 hay que salir en Ondara y tomar la carretera que cruza Beniarbeig y Ráfol de Almunia.
Situado a los pies de la Sierra de Resingles, entre el mar y la montaña, se eleva el pueblo. Desde su zona más alta se puede admirar la espectacular vista que nos brinda el mar Mediterráneo, el parque natural del Montgó, el valle que lo preside y las montañas que lo circundan. Ubicado a escasos kilómetros de la playa, goza de un clima templado.

### Localidades limítrofes
Limita con los términos municipales de Benidoleig, Benimeli, Orba, Pego, Ráfol de Almunia, Sagra y Sanet y Negrals.

## Historia
En el término municipal del pueblo de Tormos hay restos pictóricos de la época neoítica, así como de poblados de la Edad del Cobre y de al menos dos yacimientos romanos de época bajo imperial. 
El nombre del pueblo de Tormos, aparece mencionado por primera vez en un documento medieval de 1276 y en el año 1290 es descrito como una alquería musulmana que fue donada de por vida a Jaume de Linars. 
Desde el punto de vista filológico Tormos conecta con un elemento de substrato prerromano, el vocablo TŬRMO- de la raíz indoeuropea TUR- : 'peñasco', 'elevación rocosa suelta', 'protuberancia' 'masa', 'bulto', 'hinchazón'. Se trata de un topónimo fundamentado en un vocablo de origen prerromano (celto-indoeuropeo), pero no necesariamente de un topónimo prerromano. Pudo surgir con posterioridad al advenimiento del latín vulgar (desde el siglo VIII) y probablemente no sea anterior a la época visigótica (siglos V al VIII). El nombre ha sido interpretado como mozárabe en razón de la falta de apócope de la -o final, que debiera haber desaparecido. Ahora bien, no ha de entenderse que el topónimo nació en época mozárabe (siglos VII al XIII) pues los mozárabes no harían sino mantener viva e inalterable una voz procedente de otros tiempos. Las circunstancias topográficas del nombre de este pueblo alicantino no pueden ser más pertinentes pues se encuentra al pie de una montaña salpicada por peñascos.

## Geografía humana

### Demografía
Cuenta con una población de 328 habitantes (INE 2024).
| Gráfica de evolución demográfica de Tormos entre 1842 y 2021                                                          |
| |
| Población de derecho según los censos de población del INE. Población de hecho según los censos de población del INE. |

| Nacionalidad | Hombres | Mujeres | Total | %     | Proporción |
| ------------ | ------- | ------- | ----- | ----- | ---------- |
| Española     | 96      | 106     | 202   | 60.8% |            |
| Extranjera   | 65      | 65      | 130   | 39.1% |            |

### Economía

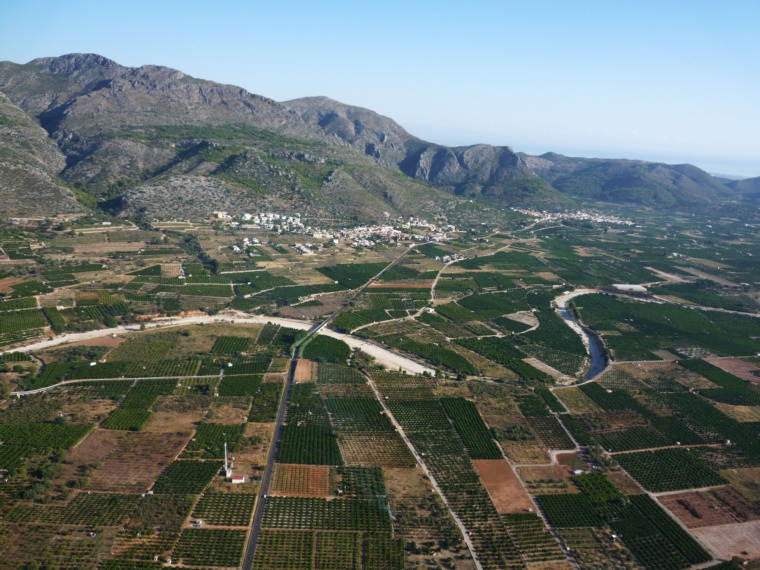
Vista del paso del río Girona por el término de Tormos

Su economía es básicamente agrícola, aunque posee pequeñas fábricas de bolsos y sombreros.
La enología es una vocación agrícola de mucha tradición y arraigo en Tormos. Se elaboran vinos tintos y el delicioso moscatel, conocido por la mistela, vino dulce de agradable aroma. 

## Política
Alcaldes durante la Segunda República y  la Guerra Civil Española (1931-1939)
| Alcalde              | Partido político | Año inicio | Año fin |
| -------------------- | ---------------- | ---------- | ------- |
| José Perelló Torrens | IR               | 1931       | 1939    |

| Periodo   | Nombre                                                                                              | Partido |
| --------- | --------------------------------------------------------------------------------------------------- | ------- |
| 1979-1983 | Francisco Morant Ballester                                                                          | UCD     |
| 1983-1987 | Francisco Femenia Morant                                                                            | AP      |
| 1987-1991 | Joaquín Riera Perelló                                                                               | AP      |
| 1991-1995 | Joaquín Riera Perelló                                                                               | PP      |
| 1995-1999 | Joaquín Riera Perelló , alcalde honorífico de Tormos desde 1995 (fallecido el 31 de agosto de 1995) | PP      |
| 1999-2003 | José Ferrando Palacio                                                                               | PP      |
| 2003-2007 | Vicente Javier Ripoll Pereto                                                                        | PP      |
| 2007-2011 | Vicente Javier Ripoll Pereto                                                                        | PP      |
| 2011-2015 | Vicente Javier Ripoll Pereto                                                                        | PP      |
| 2015-2019 | Vicente Javier Ripoll Pereto (fallecido el 13 de abril de 2017)                                     | PP      |
| 2019-2023 | Jeronimo Bermúdez Lara                                                                              | PP      |
| 2023-act. | Jeronimo Bermúdez Lara                                                                              | PP      |

## Patrimonio
- Iglesia Parroquial. Data del siglo XVIII, caracterizada por poseer espadaña en vez de campanario. destaca también su Retablo Mayor, considerado de interés artístico. Está dedicada a San Luis Beltrán, patrón de Tormos.

- Antigua Almazara. Actualmente este edificio está destinado a centro social o casa de cultura, albergando también un museo en el que se puede observar la maquinaria con la que hace años se elaboraba el aceite y el vino.

- Els Poets. Uno de los parajes más interesantes, situado detrás de la Sierra de Resingles.

## Fiestas

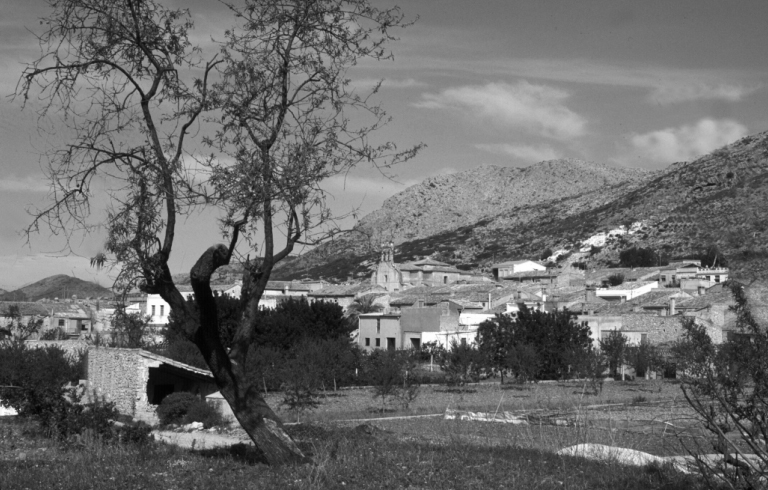
Vista de Tormos

- Fiestas Patronales. Se celebran en honor a su patrón San Luis Beltrán durante la primera semana de septiembre. Las calles se visten de luz y colorido y las gentes del pueblo participan en verbenas y correfuegos (correfocs).